# Rudolf Pöder
Rudolf Pöder (ur. 3 lutego 1925 w Wiedniu, zm. 9 czerwca 2013 tamże) – austriacki polityk, związkowiec i samorządowiec, działacz Socjalistycznej Partii Austrii (SPÖ), parlamentarzysta, 1989–1990 przewodniczący Rady Narodowej.

## Życiorys
Ukończył szkolenie w zawodzie mechanika silników lotniczych, po czym pracował w wyuczonym zawodzie w Wiedniu. Został następnie etatowym działaczem związkowym, od 1963 był referentem w Gewerkschaft der Gemeindebediensteten, związku zawodowym zrzeszającym urzędników miejskich. W 1975 został przewodniczącym tej organizacji, a w 1979 wiceprzewodniczącym konfederacji związkowej Österreichischer Gewerkschaftsbund.
Należał do Socjalistycznej Partii Austrii. W latach 1969–1983 był posłem do wiedeńskiego landtagu, od 1978 przewodniczył stołecznej radzie miejskiej. W latach 1983–1990 sprawował mandat deputowanego do Rady Narodowej XVI i XVII kadencji, od 1989 do 1990 pełnił funkcję jej przewodniczącego. W latach 1991–1999 przewodniczył Pensionistenverband Österreichs, organizacji emeryckiej afiliowanej przy SPÖ.